# セントラル・アイスリップ駅
セントラル・アイスリップ駅（英: Central Islip）とは、ロングアイランド鉄道の本線（ロンコンコマ支線）の駅である。それはニューヨーク州セントラル・アイスリップのサフォーク郡道100号線（サフォーク・アベニュー）とローウェル・アベニューの交差点の南西の角にある。短期間の駐車場 (Short-term parking) も郡道100号線のうちとパインヴィル・アベニューとホーソーン・アベニューの間にある交差点の向かいにある区間で利用可能である。

## 歴史
セントラル・アイスリップ駅は当初1873年11月14日にサフォーク郡道17号線と100号線の交差点の南東の角にかつてアイスリップ・アベニュー（現在のニューヨーク州道111号線、当時の5番街）にあった1842年建設のサフォーク駅の代替として建設された。それは1916年に改築され、1958年に再度行われた。1987年11月16日、それはロンコンコマ、セントラル・アイスリップ、ブレントウッド、ディアーパーク、ワイヤンダンチの各駅での同線の大規模な再建の一環としてローウェル・アベニューの角に移転した。新駅はセントラル・アイスリップ精神医学センターとその附属病院が閉鎖される数年前に閉鎖された発電所の跡地に建てられた。ローウェル・アベニューの向こう側には、かつてそれに通じる貨物支線を有していたWaldbaum'sの倉庫の用地がある。

## 駅構造
| 側線 | ■ロンコンコマ支線 | ニューヨーク方面 （ブレントウッド） |  |
| 側線 | ■ロンコンコマ支線 | ロンコンコマ方面 （終点）           |  |
| 本線 | ■ロンコンコマ支線 | ニューヨーク方面 （ブレントウッド） |  |
| 本線 | ■ロンコンコマ支線 | ロンコンコマ方面 （終点）           |  |

この駅は高床の単式ホームを2面有し、どちらも有効長は12両である。北側のプラットホームは側線と隣接するが、南側のプラットホームは本線と隣接する。